# فرودگاه مانژولی ضیاجیاو
فرودگاه مانژولی ضیاجیاو (به انگلیسی: Manzhouli Xijiao Airport) یک فرودگاه با کد یاتا NZH است . این فرودگاه در کشور چین قرار دارد .

## شرکت‌های هواپیمایی و مقصدهای پروازی
| شرکت‌های هواپیمایی      | مقصدهای پروازی                     |
| ---------------------- | ---------------------------------- |
| ۹ ایر                  | چانگچون لونگییا، بایون گوآنگجو     |
| ایر چاینا              | پکن                                |
| هواپیمایی شرقی چین     | هفئی ژینگیاو، کینگدائو لیوتینگ     |
| China Express Airlines | هوهوت بایتا                        |
| چاینا یونایتد ایرلاینز | پکن نانیوان                        |
| هاینان ایرلاینز        | پکن، ایرکوتسک                      |
| هبئی ایرلاینز          | هوهوت بایتا، شیاژونگ ژنگدینگ       |
| هونو ایر               | بویانت-اوخا                        |
| ایر آئرو               | ایرکوتسک، یملیانو، اولان‌اوده       |
| شنژن ایرلاینز          | شنژن بن، سانن شوفانگ، ژنگژو سین‌ژنگ |
| سیچوان ایرلاینز        | هاربین تایپینگ                     |
| اسپرینگ ایرلاینز       | فصلی:شانگهای پودنگ                 |